# Open de Toulouse
Het AGF-Allianz Golf Open Grand Toulouse is een golftoernooi dat sinds 2003 deel uitmaakt van de European Challenge Tour.
Het toernooi bestaat al langer en wordt gespeeld op verschillende golfbanen bij Toulouse. Van 2003 t/m 2005 vond het plaats op de Golf Club Seilh Toulouse in Seilh, van 2006 t/m 2008 op de Golf Club de Toulouse-Palmola in Buzet-sur-Tarn. In 2009 ging het toernooi terug naar Seilh.

## Winnaars
| Jaar                                 | Baan                                  | Winnaar                               | Land                                  |                                       |
| Open de Toulouse                     | Open de Toulouse                      | Open de Toulouse                      | Open de Toulouse                      |                                       |
| ------------------------------------ | ------------------------------------- | ------------------------------------- | ------------------------------------- | ------------------------------------- |
| 1997                                 | Golf de Toulouse - Palmola            | Thomas Levet                          |                                       |                                       |
| ALLIANZ Golf Open Toulouse Metropole |                                       |                                       |                                       |                                       |
| 2003                                 | Golf Club Seilh Toulouse              | Scott Drummond                        | 269                                   |                                       |
| 2004                                 | Golf Club Seilh Toulouse              | Marc Cayeux                           | 276                                   |                                       |
| 2005                                 | Golf Club Seilh Toulouse              | Brad Suttersfeld                      | 271                                   |                                       |
| 2006                                 | Golf de Toulouse-Palmola              | Julien Foret                          | 274                                   |                                       |
| AGF Open de Toulouse                 |                                       |                                       |                                       |                                       |
| 2007                                 | Golf de Toulouse-Palmola              | Joost Luiten                          | 271                                   |                                       |
| 2008                                 | Golf de Toulouse-Palmola              | Richie Ramsay                         | 269                                   |                                       |
| ALLIANZ Golf Open Grand Toulouse     |                                       |                                       |                                       |                                       |
| 2009                                 | Golf Club Seilh Toulouse              | John Parry                            | 267                                   |                                       |
| 2010                                 | Golf Club Seilh Toulouse              | Bernd Wiesberger                      | 275                                   |                                       |
| ALLIANZ Open deToulouse              |                                       |                                       |                                       |                                       |
| 2011                                 | Golf Club Seilh Toulouse              | Sam Little                            | 268                                   |                                       |
| -                                    | ALLIANZ Golf Open Toulouse Metropole. | ALLIANZ Golf Open Toulouse Metropole. | ALLIANZ Golf Open Toulouse Metropole. | ALLIANZ Golf Open Toulouse Metropole. |
| 2012                                 | Golf Club Seilh Toulouse              | Julien Brun (Am)                      | 271                                   |                                       |

Nadat Sam Little in 2011 ook dit toernooi won, stond hij als nummer 1 op de Order of Merit. In oktober won hij vervolgens het Roma Open.